# Walleria mackenziei
Walleria mackenziei là một loài thực vật có hoa trong họ Tecophilaeaceae. Loài này được J.Kirk miêu tả khoa học đầu tiên năm 1864.